# Oziroe
Oziroe Raf. – rodzaj roślin z rodziny szparagowatych. Obejmuje 5 gatunków występujących w zachodniej Ameryce Południowej,  na obszarze od około 10 °S w Peru do około 36°S w Chile, przez Boliwię, Paragwaj i północno-zachodnią Argentynę. 
Nazwa rodzaju pochodzi od greckiego słowa ὠκύς (okis – szybki). 

## Morfologia

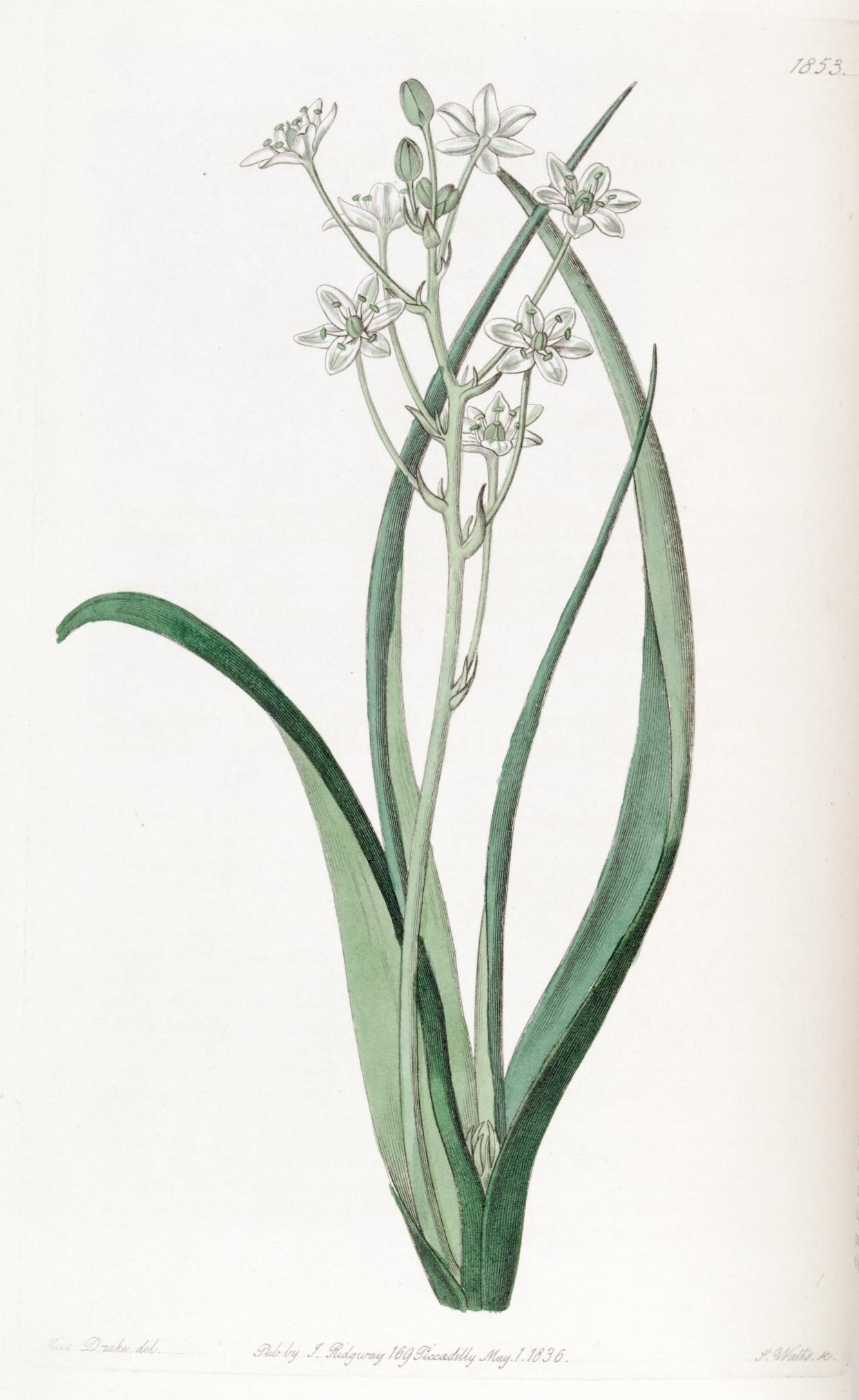
Oziroe arida

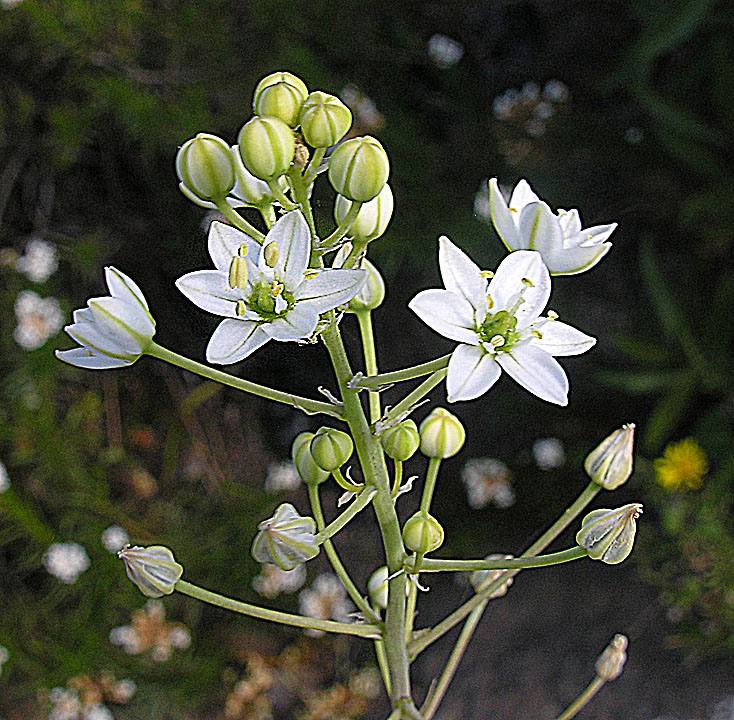
Oziroe arida

PokrójWieloletnie, rośliny zielne.
PędKulista do wąskowartołkowatej cebula, z papierzastą okrywą, bladobrudnobiaławą do ciemnobrązowej. Liście spichrzowe mięsiste, śluzowate, zawierające skrobię i rafidy. Korzenie nieliczne, białe, niektóre zgrubiałe i kurczliwe.
LiścieLiście odziomkowe, nieliczne, u nasady tworzące błoniaste pochwy liściowe, niemal wzniesione do rozesłanych. Blaszki liściowe równowąskie do lancetowatych lub paskowatych, mięsiste, nagie, kanalikowate lub płaskie, zielone lub modre, u nasady nabiegłe brązowoczerwono, wierzchołkowo zaokrąglone lub ostre, całobrzegie.
KwiatyZebrane od 3 do 45 w grono, wyrastające na sztywnym, obłym na przekroju, nagim, zielonym do fioletowoczerwonego głąbiku o długości od 3 do 30 cm. U O. acaulis głąbik jest silnie zredukowany i baldachowaty kwiatostan pozostaje na poziomie gruntu. Roślina tworzy od jednego do dwóch, rzadziej do czterech kwiatostanów w jednym czasie, niekiedy rośliny tworzą wstążkowaty, błoniasty głąbik bez kwiatostanu. Szypułki proste, skierowane ukośnie do góry. Kwiaty wsparte 2 (do 4) szydłowatymi przysadkami o przejrzystych brzegach blaszki. Okwiat promienisty, gwiaździsty. Listki okwiatu położone po 3 w dwóch okółkach, rozpostarte, jajowate, eliptyczne do lancetowatych. Listki zewnętrznego okółka nieco większe, w okolicy żyłki głównej odosiowo zabarwione oliwkowozielono do zielonkawobrązowoczerwonego, doosiowo białe do żółtobiałych i brodawkowate wierzchołkowo, niemal wolne. Nitki sześciu pręcików u nasady nieco zrośnięte z listkami okwiatu, szydłowate do jajowatolancetowatych, białe. Pylniki równowąskie, osadzone grzbietowo, zielonkawe, bladożółte lub białe, pękające podłużną szczeliną. Pyłek bladożółty. Zalążnia górna, trójkomorowa, trójklapowana, stożkowata do kulistawej, oliwkowozielona lub bladobrązowa. W każdej komorze od 2 do 6 anatropowych zalążków, położonych w dwóch rzędach. Miodniki przegrodowe. Szyjka słupka nie dłuższa od pręcików, zakończona niepozornym, brodawkowatym, białym znamieniem.
OwoceKulista lub jajowata torebka, z utrzymującym się okwiatem. Nasiona gruszkowate do elipsoidalnych, czarne, pomarszczone.

## Biologia
RozwójGeofity cebulowe.
SiedliskoGórskie tereny kamieniste na wysokości od 1800 do 3600 m (O. pomensis) lub od 3000 do 4000 m n.p.m. (O. acaulis). Tereny nizinne do górskich (O. argentinensis), tereny piaszczyste, żwirowe lub kamieniste, od przybrzeżnych tarasów do śródlądowych wzgórz (O. arida, O. biflora).
GenetykaLiczba chromosomów 2n = 30, 34.

## Systematyka
Pozycja systematycznaRodzaj z monotypowego plemienia Oziroeeae, podrodziny Scilloideae z rodziny szparagowatych Asparagaceae.
Wykaz gatunków
- Oziroe acaulis (Baker) Speta
- Oziroe argentinensis (Lillo & Hauman) Speta
- Oziroe arida (Poepp.) Speta
- Oziroe biflora (Ruiz & Pav.) Speta
- Oziroe pomensis Ravenna